# Кіссе Тункара
Кіссе Тункара (сер. IV ст. н. е.) — засновник протодержави Аврегу (Орегу), яка згодом стала основою для утворення імперії Гана. Можливо, це не власне берберське ім'я, а спотворено мовами сонінке або серер.

## Життєпис
Походив з якогось берберського племені. Військовими діями близько 350 року об'єднав південних берберів в союз Аврегу. Йому також були підвладні місцеві негроїдні племена. Прийняв титул каямаґа (великий або щедрий володар, інший варіант перекладу — «пан золота»). Тому відомий також як Каямага Кіссе (варіант Кайя-Мага або Кайя Маха). Напевне, вів торгівлю з провінціями Римської імперії в Мавретанії.
Також висувається версія, що близько 391 року він або його нащадок заснував столицю протодержави Авкар (можливо отримала назву за назвою племені Кіссе Тункара) — Аудагост. Невдовзі Аврегу вимушена була протистояти протодержавам Уділемугу (область Каєс), Діа та Муріла (внутрішня дельта Нігера) та Лімагуні.
Про нащадків Кіссе відсутні відомості. Втім ймовірно відбувалася поступова асиміляція берберів серед місцевих племен.